# Квантовый выход
Квантовый выход (Φ) излучательного процесса — величина, равная отношению количества раз, когда конкретное событие происходит, к количеству поглощенных квантов возбуждающего излучения.

## Приложения

### Люминесцентная спектроскопия
Квантовый выход люминесценции определяется как отношение количества испускаемых фотонов к количеству поглощенных фотонов.
{\displaystyle \Phi (\lambda )={\frac {N_{em}}{N_{abs}}}},
где Nem — количество излученных фотонов, а Nabs — количество поглощенных фотонов.
Квантовый выход люминесценции измеряется по шкале от 0 до 1, но часто выражается в процентах. Квантовый выход 1 (100 %) описывает процесс, в котором каждый поглощенный фотон приводит к испускаемому фотону. Многие современные комплексы, в частности органические люминофоры на основе ионов лантаноидов, имеют теоретически квантовый выход на уровне 99 %, однако реальный квантовый выход из-за различных побочных неизлучательных процессов значительно ниже.
Квантовый выход определяется долей люминофоров в возбужденном состоянии, которые прорелаксируют в основное состояние через люминесценцию:
{\displaystyle \displaystyle \Phi _{f}={\frac {k_{f}}{k_{f}+\sum k_{nr}}}}
где Φf — квантовый выход люминесценции, kf — константа скорости излучательной релаксации (люминесценции), knr- константа скорости всех процессов безызлучательной релаксации. Безызлучательные процессы представляют собой механизмы релаксации из возбужденного состояния, отличные от испускания фотонов, которые включают: Фёрстеровский перенос энергии, внутренняя конверсия и интеркомбинационная конверсия(ISC). Таким образом, на квантовый выход люминесценции влияет изменение скорости любого безызлучательного процесса. Квантовый выход может быть близок к единице, если скорость безызлучательного распада намного меньше скорости излучательного распада, то есть {\displaystyle \displaystyle k_{f}>k_{nr}.}

### Фотохимические реакции
Квантовый выход фотохимической реакции описывает количество молекул, подвергающихся фотохимическому событию, на один поглощенный фотон:
{\displaystyle \Phi ={\frac {\text{ число молекул, вовлечённых в реакцию }}{\text{ число фотонов, поглощённых светочувствительным веществом }}}}
Квантовый выход больше 1 возможен для фотоиндуцированных или радиационно-индуцированных цепных реакций, в которых один фотон может вызвать длинную цепочку превращений. Одним из примеров является реакция водорода с хлором, в которой может образоваться до 106 молекул хлороводорода на квант поглощенного синего света. Тут необходимо отметить, что делается допущение о незамкнутости системы, так как выделяя отдельно систему из фотона и поглощающей его частицы, мы не можем получить квантовый выход более 1.

### Квантовый выходфотоэффекта
Важной количественной характеристикой фотоэффекта является квантовый выход Y — число эмитированных электронов в расчёте на один фотон, падающий на поверхность тела. Величина Y определяется свойствами вещества, состоянием его поверхности и энергией фотонов.
Квантовый выход фотоэффекта из металлов в видимой и ближней УФ-областях Y < 0,001 электрон/фотон. Это связано, прежде всего, с малой глубиной выхода фотоэлектронов, которая значительно меньше глубины поглощения света в металле. Большинство фотоэлектронов рассеивает свою энергию до подхода к поверхности и теряет возможность выйти в вакуум. При энергии фотонов вблизи порога фотоэффекта большинство фотоэлектронов возбуждается ниже уровня вакуума и не даёт вклада в фотоэмиссионный ток. Кроме того, коэффициент отражения в видимой и ближней УФ-областях велик и лишь малая часть излучения поглощается в металле. Эти ограничения частично снимаются в дальней УФ-области спектра, где Y достигает величины 0,01 электрон/фотон при энергии фотонов E > 10 эВ.

### Фотосинтез
Квантовый выход используется при моделировании фотосинтеза: 

## Измерение квантового выхода фотолюминесценции
Принцип измерения квантового выхода так же прост, как сложна его реализация. Существует два основных принципа измерения квантового выхода: абсолютный, фактически использующий определение квантового выхода как отношения числа излученных и поглощенных фотонов, и относительный, в котором исследуемый образец сравнивается с известным стандартом.
Измерение абсолютного квантового выхода проводится с использованием интегрирующей сферы, в которую помещается образец и к которой проводят волноводы, ведущие к источнику возбуждения и к детектору. Интегрирующая сфера обеспечивает попадания всего отраженного и излученного света на детектор.
Принцип измерения чрезвычайно прост. В одинаковых условиях проводится измерение спектра люминесценции исследуемого образца (Ec), спектра люминесценции пустой кюветы (Ea), спектра релеевского рассеяния образца (Lc) и спектра релеевского рассеяния пустой кюветы (La). Поскольку интенсивность люминесценции образца соответствует (Ec-Ea), а поглощения — (La-Lc), квантовый выход можно выразить как
{\displaystyle \displaystyle \Phi ={\frac {E_{c}-E_{a}}{L_{a}-L_{c}}}}.
При относительном измерении квантового выхода квантовый выход изучаемого соединения (Qx) определяется по формуле
{\displaystyle \displaystyle Q_{x}=Q_{s}\cdot {\frac {E_{x}}{E_{s}}}\cdot {\frac {A_{s}(\lambda _{s})}{A_{x}(\lambda _{x})}}\cdot {\frac {I_{s}(\lambda _{s})}{I_{x}(\lambda _{x})}}\cdot {\frac {(n_{x})^{2}}{(n_{s})^{2}}}},
где Qs — квантовый выход образца сравнения, E — площадь под спектром люминесценции, A(λ)— поглощение на длине волны возбуждения, I(λ) — интенсивность возбуждающего пучка на длине волны возбуждения, n — коэффициент преломления. От сомножителя {\displaystyle \displaystyle {\frac {I_{s}(\lambda _{s})}{I_{x}(\lambda _{x})}}} обычно можно избавиться, если проводить измерения образца сравнения и исследуемого образца в одинаковых условиях при одной длине волны возбуждения. Кроме того, если в качестве длины волны возбуждения выбирать длину волны, при которой спектры поглощения образца сравнения и исследуемого образца пересекаются, то сомножитель {\displaystyle {\frac {A_{s}(\lambda _{s})}{A_{x}(\lambda _{x})}}}становится равен 1, и выражение упрощается до
{\displaystyle \displaystyle Q_{x}=Q_{s}\cdot {\frac {E_{x}}{E_{s}}}\cdot {\frac {(n_{x})^{2}}{(n_{s})^{2}}}}.
Для большей достоверности полученных результатов рекомендуется проводить измерения при возбуждении несколькими разными длинами волн.
Относительный квантовый выход флуоресценции измеряют путем сравнения со стандартом известного квантового выхода. Соль хинина сульфат хинина в растворе серной кислоты считалась наиболее распространенным стандартом флуоресценции, однако недавнее исследование показало, что квантовый выход флуоресценции этого раствора сильно зависит от температуры и больше не должен использовать как стандартный раствор. Хинин в 0,1 М хлорной кислоте (Φ=0,60) не показывает зависимости от температуры до 45°С, поэтому его можно рассматривать как надежное стандартное решение.
| Люминофор   | Растворитель                         | λex ,nm | Φ           |
| ----------- | ------------------------------------ | ------- | ----------- |
| Хинин       | 0,1 М {\displaystyle {\ce {HClO_4}}} | 347,5   | 0,60 ± 0,02 |
| флуоресцеин | 0,1 М {\displaystyle {\ce {NaOH}}}   | 496     | 0,95 ± 0,03 |
| Триптофан   | Вода                                 | 280     | 0,13 ± 0,01 |
| Родамин 6G  | Этиловый спирт                       | 488     | 0,94        |

## Закон Вавилова
Формулировка закона:
Квантовый выход постоянен при изменении в широких пределах длины волны возбуждающего света в стоксовой области и падает, если длина волны возбуждающего света лежит в антистоксовой (длинноволновой) области спектральной полосы поглощения.
В соответствии с постоянством квантового выхода энергетический выход растёт с увеличением длины волны возбуждающего света и падает в антистоксовой области.
Закон справедлив только при изменении длины волны возбуждающего света в пределах одной электронной полосы поглощения. Если при фотовозбуждении молекулы переходят в различные электронные состояния, то квантовый выход может меняться и закон не будет выполняться. Закону подчиняется люминесценция твёрдых и жидких растворов люминесцирующих веществ, молекулярных кристаллов, кристаллофосфоров при поглощении света в активаторе.
Падение квантового и энергетического выхода при возбуждении светом с длиной волны, лежащей в антистоксовой области, связано с уменьшением в этой области вероятности электронного перехода на возбуждённый уровень. Неселективное и невозбуждающее люминесценцию поглощение примесями или основным веществом оказывается больше возбуждающего люминесценцию, это приводит к уменьшению доли возбуждающих люминесценцию квантов из всех поглощённых, то есть к падению выхода люминесценции.